# Simona Marinowa
Simona Marinowa (mac. Симона Маринова; ur. 2 lipca 1994 w Skopje) – północnomacedońska pływaczka, olimpijka.
Uczestnicka Letnich Igrzysk Olimpijskich Młodzieży 2010, podczas których wystartowała w wyścigach na 100, 200 i 400 m stylem dowolnym. W każdej z wymienionych konkurencji odpadła w eliminacjach, uzyskując odpowiednio 43., 28. i 12. wynik rundy kwalifikacyjnej. Była również chorążym reprezentacji podczas ceremonii otwarcia igrzysk.
Wystąpiła na Letnich Igrzyskach Olimpijskich 2012 w wyścigu na 800 m stylem dowolnym. Z wynikiem 9:28,41 uzyskała najsłabszy 35. rezultat zawodów i odpadła z dalszej rywalizacji.